# Keala Settle
Keala Joan Settle (née le 5 novembre 1975) est une actrice et chanteuse américaine. Settle a créé le rôle de Norma Valverde dans la comédie musicale Hands on a Hardbody, qui a été jouée à Broadway en 2013, et a été nommée pour le Outer Critics Circle Award, Drama Desk Award et Tony Award de la meilleure actrice dans une comédie musicale. En 2017, elle incarne Lettie Lutz, une femme à barbe, dans le film musical The Greatest Showman. La chanson "This Is Me" du film, principalement chantée par Settle, a remporté le Golden Globe de la meilleure chanson originale et a été nommée pour l'Oscar de la meilleure chanson originale.

## Biographie
Keala Settle est née à Hawaï, l'aînée des cinq enfants de Susanne (née Riwai), de descendance maori de Nouvelle-Zélande, et de David Settle, né en Grande-Bretagne. Elle est diplômée du lycée Kahuku (promotion 1993) et de la Southern Utah University,,,.
Settle a joué le rôle de Tracy Turnblad lors de la tournée nationale de Hairspray, puis Bloody Mary dans la tournée nationale de South Pacific au Lincoln Center for the Performing Arts en 2009,. Elle fait ses débuts à Broadway en 2011 dans Priscilla, Queen of the Desert dans le rôle de Shirley,. De novembre à décembre 2012, Settle joue le rôle de Mme Fezziwig dans la comédie musicale A Christmas Carol. Elle joue ensuite le rôle du narrateur dans Joseph and the Amazing Technicolor Dreamcoat.
Settle est à l'origine du rôle de Norma Valverde dans la comédie musicale Hands on a Hardbody, en 2013. Pour ce rôle, Settle a été nommée pour le Outer Critics Circle Award, Drama Desk Award et Tony Award de la meilleure actrice dans une comédie musicale. De plus, elle reçoit le prix Theatre World Awards pour sa première performance exceptionnelle à Broadway. Elle joue ensuite le rôle de Mme Thénardier dans la reprise de la comédie musicale Les Misérables entre mars 2014 et mars 2015,.
Elle prend ensuite le rôle de Becky dans la comédie musicale Waitress qui débute à Broadway le 24 avril 2016 au Brooks Atkinson Theatre.

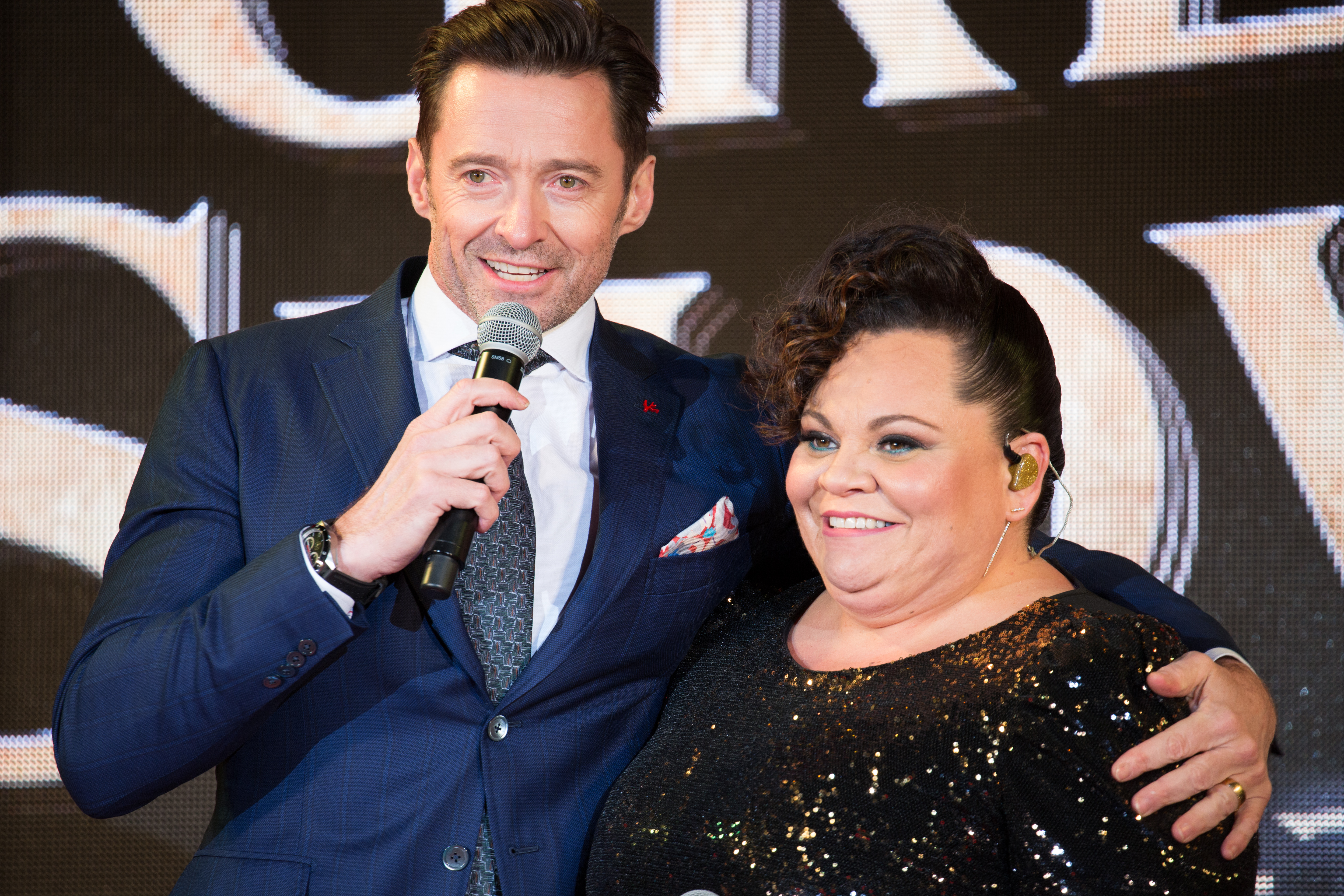
Hugh Jackman et Keala Settle lors de l'avant première japonaise de The Greatest Showman.

En 2017, Settle prend un rôle au cinéma dans le film musical The Greatest Showman, aux côtés de Hugh Jackman, Zac Efron et Zendaya. La chanson "This Is Me" du film, principalement chantée par Settle, a remporté le Golden Globe de la meilleure chanson originale et a été nommée pour l'Oscar de la meilleure chanson originale. Le 22 décembre 2017, elle sort un EP intitulée "Chapter One".
En 2019, Settle joue le rôle de Cy (une version féminine de Paul dans la version originale, combinée au soliste 1) dans l'émission de la Fox Rent: Live.

## Filmographie

### Film
| Année | Titre                | Rôle         | Notes |
| ----- | -------------------- | ------------ | --- |
| 2015  | Ricki and the Flash  | Sharon       | |
| 2017  | The Greatest Showman | Lettie Lutz  | "This Is Me," chanté par Keala Settle, remporte le Golden Globe de la meilleure chanson originale lors de la 75e cérémonie des Golden Globes. |
| 2019  | Rent: Live           | Cy           | "Seasons Of Love" |
| 2020  | All My Life          | Viv Lawrence | |

## Discographie

### Bande originale
| Titre                                                    | Détails                                                                             | Meilleures positions | Meilleures positions | Meilleures positions | Meilleures positions | Meilleures positions | Meilleures positions | Meilleures positions | Meilleures positions | Meilleures positions | Certifications |
| Titre                                                    | Détails                                                                             | US                   | AUS                  | CAN                  | GER                  | IRL                  | JAP                  | NZ                   | KOR                  | UK                   | Certifications |
| -------------------------------------------------------- | ----------------------------------------------------------------------------------- | -------------------- | -------------------- | -------------------- | -------------------- | -------------------- | -------------------- | -------------------- | -------------------- | -------------------- | --- |
| The Greatest Showman: Original Motion Picture Soundtrack | - Sortie : 8 décembre 2017 - Label : Atlantic Records - Format : CD, téléchargement | 1                    | 1                    | 3                    | 5                    | 1                    | 1                    | 1                    | 17                   | 1                    | - RIAA: 2× Platine - BPI: 5× Platine - ARIA: Platine - MC: Platine - IFPI DEN: Platine - RIAJ: Or - RMNZ: Platine |

### Extended plays
| Titre       | Détails                                                               | Liste des titres                                                                                      |
| ----------- | --------------------------------------------------------------------- | --- |
| Chapter One | - Sortie : 22 décembre 2017 - Label : NoiseWells - Durée : 22 minutes | 1. "Til I Get to You" 2. "Neither One of Us" 3. "Tennessee Whiskey" 4. "Can't Run Away" 5. "The Rose" |

### Singles
| Titre                                             | Année | Meilleures positions | Meilleures positions | Meilleures positions | Meilleures positions | Meilleures positions | Meilleures positions | Meilleures positions | Meilleures positions | Meilleures positions | Meilleures positions | Certifications                                                      | Album                                                    |
| Titre                                             | Année | US                   | AUS                  | CAN                  | FRA                  | GER                  | IRL                  | JAP                  | NZ                   | KOR                  | UK                   | Certifications                                                      | Album                                                    |
| ------------------------------------------------- | ----- | -------------------- | -------------------- | -------------------- | -------------------- | -------------------- | -------------------- | -------------------- | -------------------- | -------------------- | -------------------- | ------------------------------------------------------------------- | -------------------------------------------------------- |
| "This Is Me" (with The Greatest Showman Ensemble) | 2017  | 58                   | 10                   | 74                   | 52                   | 55                   | 11                   | 17                   | 13                   | 9                    | 3                    | - RIAA: or - ARIA: 3× Platine - RMNZ: Or - BPI: 2× Platine - MC: Or | The Greatest Showman: Original Motion Picture Soundtrack |
| "Bird Set Free"                                   | 2018  | —                    | —                    | —                    | —                    | —                    | —                    | —                    | —                    | —                    | —                    |                                                                     | Non-album single                                         |

### Autres chansons classées
| Titre                                                                                            | Année | Meilleures positions | Meilleures positions | Meilleures positions | Meilleures positions | Meilleures positions | Meilleures positions | Certifications                            | Album                                                    |
| Titre                                                                                            | Année | US                   | AUS                  | IRE                  | FRA                  | NZ                   | UK                   | Certifications                            | Album                                                    |
| ------------------------------------------------------------------------------------------------ | ----- | -------------------- | -------------------- | -------------------- | -------------------- | -------------------- | -------------------- | ----------------------------------------- | -------------------------------------------------------- |
| "The Greatest Show" (avec Zac Efron, Hugh Jackman, Zendaya et la troupe de The Greatest Showman) | 2017  | 88                   | 42                   | 34                   | 110                  | —                    | 20                   | - RIAA: Or - ARIA: Platine - BPI: Platine | The Greatest Showman: Original Motion Picture Soundtrack |
| "Come Alive" (avec Hugh Jackman, Zendaya et Daniel Everidge)                                     | 2017  | —                    | —                    | 70                   | —                    | —                    | 55                   | - BPI: Or                                 | The Greatest Showman: Original Motion Picture Soundtrack |